# Oberea morosa
Oberea morosa är en skalbaggsart som beskrevs av Francis Polkinghorne Pascoe 1867. Oberea morosa ingår i släktet Oberea och familjen långhorningar.
Artens utbredningsområde är Sulawesi. Inga underarter finns listade i Catalogue of Life.